# Novaj
Novaj est un village et une commune du comitat de Heves en Hongrie.